# Солнце
«Солнце» (укр. «Сонце») — дванадцятий альбом української співачки Ані Лорак.
Альбом записувався впродовж 2008—2009 років в студії VOX Recording Studios, Афіни. Автором пісень і продюсером альбому виступив грецький композитор і музичний продюсер Дімітріс Контопулос. Виконавчим продюсером альбому був Філіп Кіркоров.

## Список пісень
1. «Птица»
2. «А дальше…»
3. «Танцы»
4. «Небеса-ладони»
5. «Солнце»
6. «Мечта о тебе»
7. «Дальние страны»
8. «Идеальный мир»
9. «Пламя»
10. «Нелюбовь»
11. «Крылья чудес»
12. «С неба в небо»
13. «I'm Alive»
14. «Shady Lady»